# Lissophanes ceramica
Lissophanes ceramica là một loài bướm đêm trong họ Crambidae.